# SN 2007mn
SN 2007mn – supernowa typu Ia odkryta 9 października 2007 roku w galaktyce A020503+0010. W momencie odkrycia miała maksymalną jasność 21,90m.